# Autoroute A1 (Belgique)
Pour les articles homonymes, voir Autoroute A1.
L'autoroute belge A1 (classée en tant qu'E19) est une autoroute qui commence à la frontière des Pays-Bas et passe le long de Meer qui est le premier village du côté belge. La voie s'unit à l'A12, pour former le ring d'Anvers. Elles se divisent ensuite pour former leurs tracés respectifs. Après la division, l'autoroute passe par le Craeybeckxtunnel, passe le long de Malines, Vilvorde pour terminer son tracé sur le ring de Bruxelles.
Cette autoroute a une valeur importante parce qu'elle fait le lien entre deux villes principales de Belgique.
Entre Anvers et la frontière, elle est rejointe par la LGV 4.

## Description du tracé
|                                                     | Dénomination               | Destinations                                   | BK   |
| --------------------------------------------------- | -------------------------- | ---------------------------------------------- | ---- |
|                                                     | Échangeur de Machelen      | Ring de Bruxelles                              | 0,0  |
| 12                                                  | Vilvoorde-Cargo            | Vilvorde, Machelen, Steenokkerzeel (Melsbroek) | 2,0  |
|                                                     | Peutie                     |                                                | 5,0  |
| 11                                                  | Zemst                      | Zemst (dont Weerde, Elewijt)                   | 9,6  |
| 10                                                  | Mechelen-Zuid              | Malines                                        | 12,9 |
| 9                                                   | Mechelen-Noord             | Malines, Wavre-Sainte-Catherine, Willebroek    | 17,9 |
| 8                                                   | Rumst                      | Rumst, Duffel                                  | 22,6 |
|                                                     | Waarloos                   |                                                | 24,2 |
| 7                                                   | Kontich                    | Kontich, Aartselaar                            | 27,4 |
| 6a                                                  | U.Z.A.                     | Edegem, Hôpital universitaire d'Anvers         | 30,6 |
| 6                                                   | Wilrijk                    | Anvers (Wilrijk, Hoboken)                      | 33,0 |
|                                                     | Craeybeckxtunnel (1 600 m) |                                                | 33,8 |
|                                                     | Échangeur d'Anvers-Sud     | Petit ring d'Anvers                            | 34,9 |
| ⇵ Tronçon confondu avec le R1 (Petit ring d'Anvers) |                            |                                                |      |
|                                                     | Échangeur d'Anvers-Nord    | Petit ring d'Anvers                            | 35,2 |
| 5                                                   | Kleine Bareel              | Anvers (Merksem), Kapellen, Brasschaat         | 37,3 |
| 4                                                   | Sint-Job-in-'t-Goor        | Brecht (Sint-Job-in-'t-Goor)                   | 45,8 |
|                                                     | Brecht                     |                                                | 48,1 |
| 3                                                   | Brecht N133                | Brecht, Malle                                  | 52,9 |
| 2                                                   | Loenhout                   | Wuustwezel (Loenhout), Hoogstraten             | 59,1 |
|                                                     | Minderhout                 |                                                | 62,0 |
| 1                                                   | Meer                       | Hoogstraten (dont Meer)                        | 65,8 |
| 1a                                                  | Transportzone Meer         |                                                | 68,6 |
|                                                     | Frontière néerlandaise     | Breda, Rotterdam                               | 69,6 |

## Galerie d'images

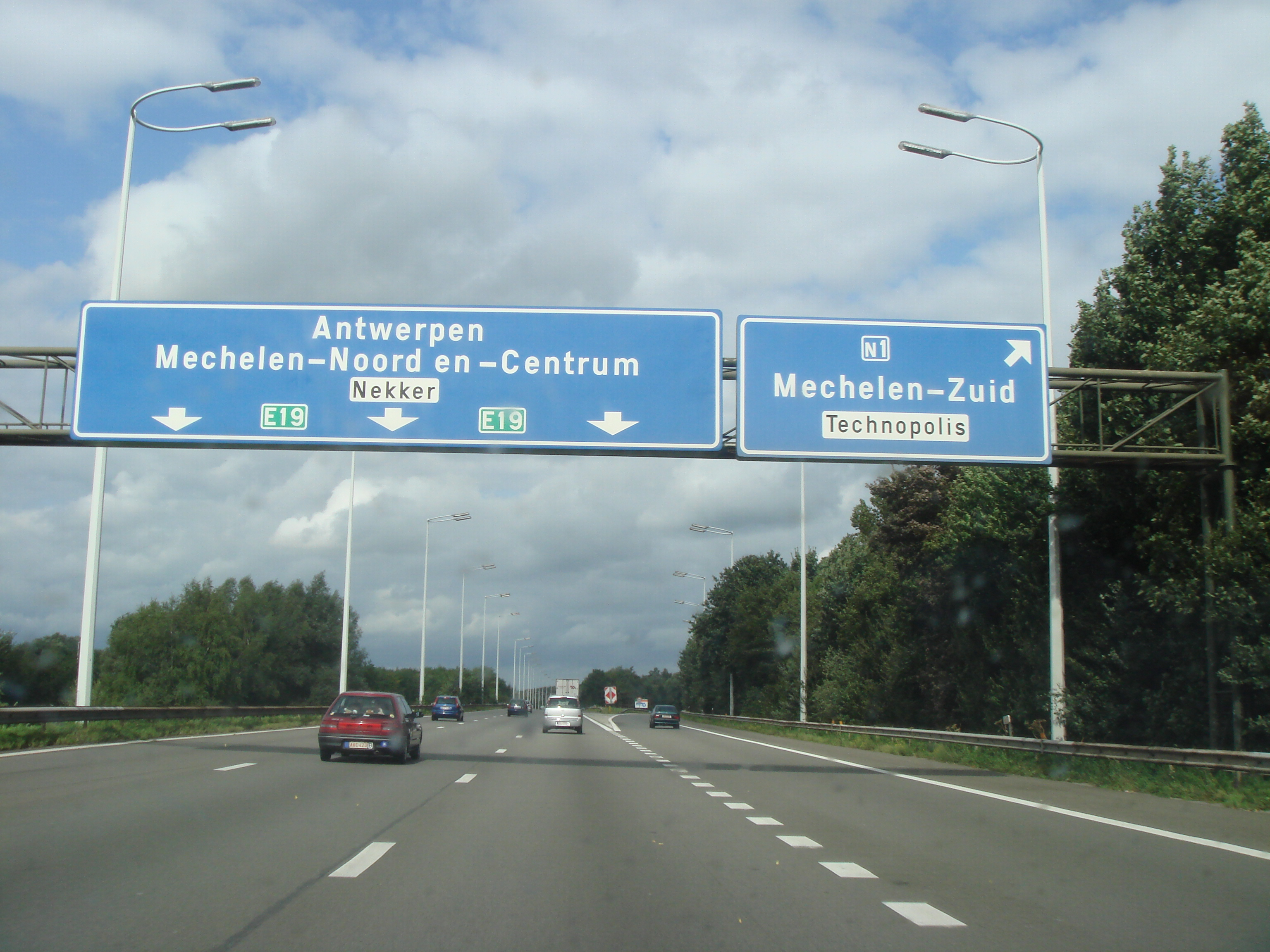
L'autoroute au niveau de Malines-Sud.
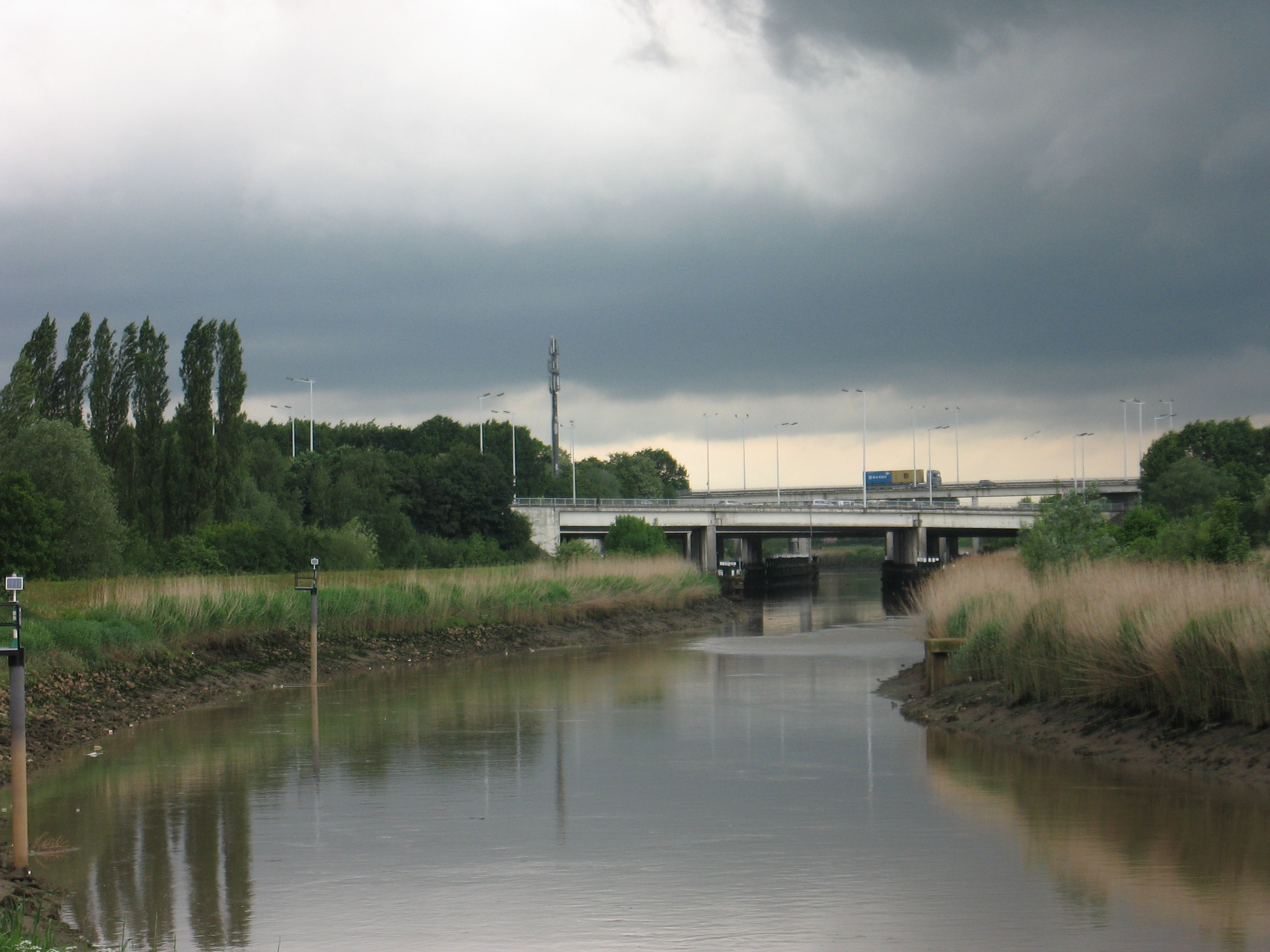
Viaduc surplombant la Dyle à Malines.
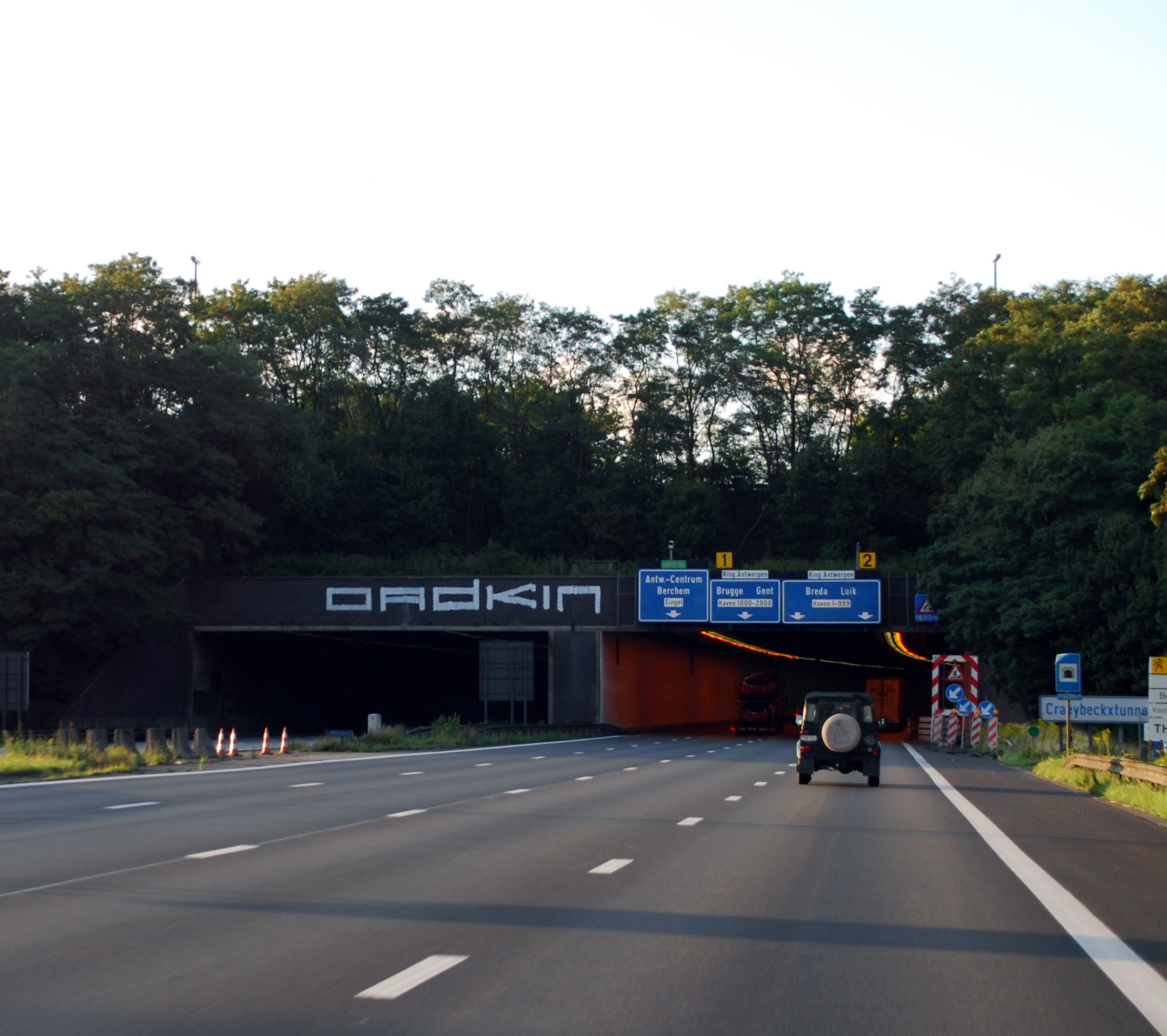
L'entrée du Craeybeckxtunnel depuis Bruxelles.
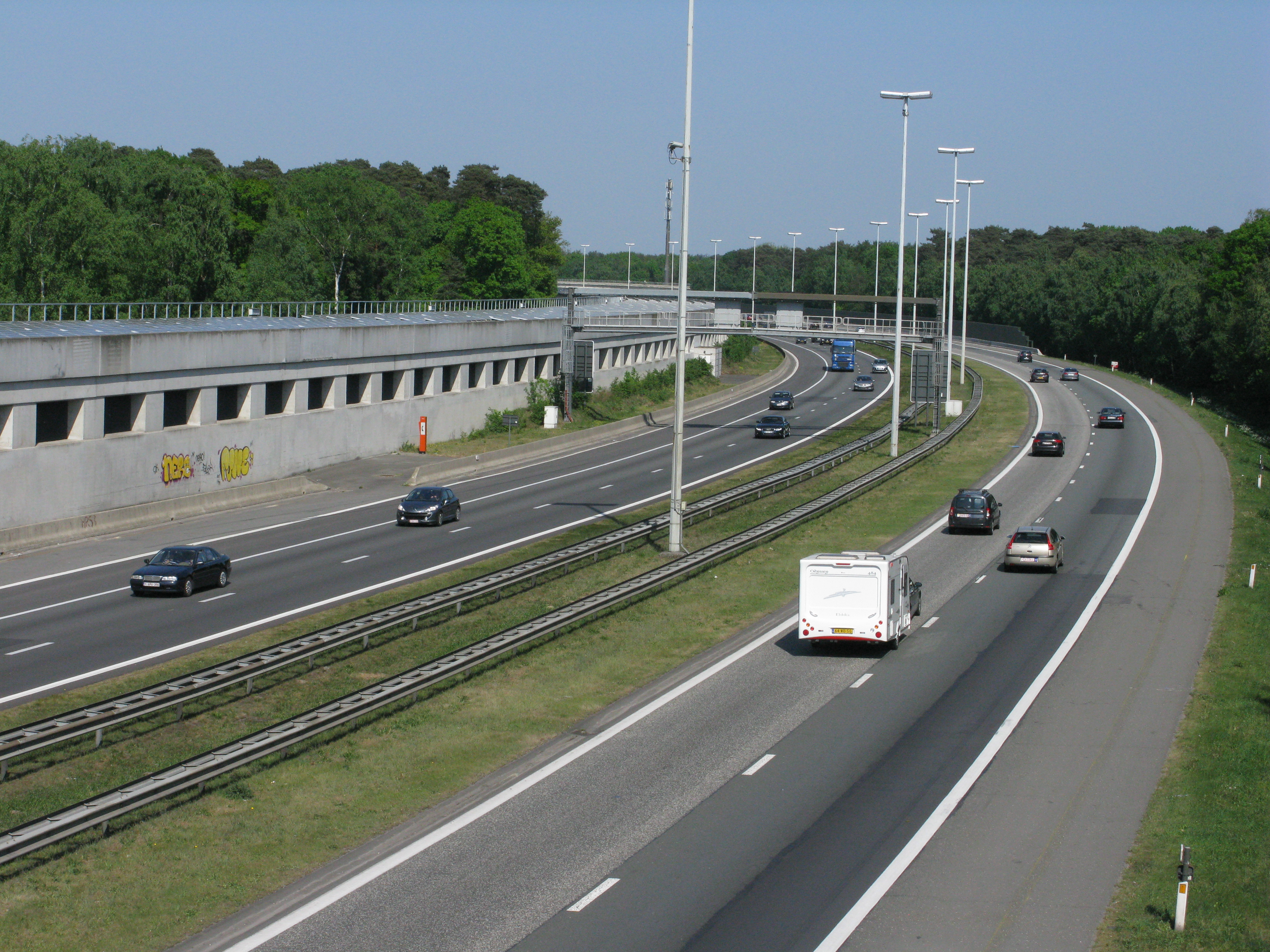
L'A1 longeant un tunnel de la LGV 4 à proximité de Schoten.